# 猿人爭霸戰：猩凶革命
《猿人爭霸戰：猩凶革命》（英語：Rise of the Planet of the Apes）是1968年的美國科幻片《人猿星球》系列的重拍版，2001年的《猿人爭霸戰》也是《人猿星球》的重拍版。電影由二十世紀霍士影片發行，導演為羅柏·韋斯（Rupert Wyatt），電影特技由公司負責，首次在實景上應用動態捕捉技術拍攝。该片于2011年8月5日在北美上映，上译配音版于2011年10月28日在中国大陆上映。本次重拍不同於1970年代系列的倒述法，而是直接從系列第四部《征服猩球》（Conquest of the Planet of the Apes）的時間點開始，敘述猿類如何征服地球的過程，其中內容上與《征服猩球》相似，但劇情不同。

## 劇情
美國舊金山生物科技公司「基因系統公司」（Gen-Sys）化學家威爾·羅德曼，研製出一種從病毒演變而來、能夠治愈阿茲海默症的「ALZ-112號藥物」。在一隻從非洲捕獲的試驗用母黑猩猩「亮眼」身上，發現到十幾秒內就通過漢諾塔測試的振奮結果。威爾展示實驗結果給公司董事會，希望能得到批准以進行人體實驗，但亮眼當天突然陷入狂躁，脫離科研助手羅伯·富蘭克林的掌控，逃進會議室現場而遭保安槍殺。威爾的上司史蒂芬·雅各布斯下令中止實驗並安樂死所有猩猩。富蘭克林從籠子裡找到剛出生不久的一隻幼兒猩猩，由此發現亮眼是以為保不住自己的孩子而情緒不穩。由於下不了手殺害小生命，威爾將幼猩帶回家飼養，與威爾罹患阿茲海默症的父親查爾斯一見投緣，於是根據一本關於凱撒大帝書籍而命名為「凱撒」。
三年下來，威爾居家工作並觀察凱撒，發現牠從母親身上遺傳到一些藥物作用而具高智商及學習能力。由於查爾斯的症狀日趨嚴重，威爾偷帶實驗藥物回家施用於父親身上，隔天就有驚人的改善。之後，威爾與獸醫卡洛琳成婚，一家人每天帶凱撒來到紅木圍繞的穆爾森林公園遊玩。五年後，凱撒成長為成年黑猩猩，最終得知自己的身世及母親之死，從此便將自己封鎖在閣樓房間中。而查爾斯因為身體產生對藥物的抗體而復發症狀，冒犯鄰居漢斯克而迫使凱撒跑出去咬傷漢斯克，也因為犯下傷害罪而被關進由約翰和道奇·蘭頓父子開辦的猩猩管制中心。凱撒在裡面受到無情對待，受到一隻在馬戲團中學過一點人類語言的紅毛猩猩「莫瑞斯」的照顧。凱撒漸漸認為主人靠不住後，便偷一把小刀來撬開閘門，透過一隻大猩猩「巴克」的協助，凱撒罷免中群體中當老大的猩猩「火箭」並接替領導位置。
威爾在想盡辦法救凱撒時，回到公司向雅各布斯匯報自己父親五年來服藥一度痊愈的成果，獲得他的授權而重啟原來的製藥項目，而這次透過強化112號藥物配方而研製出改良版：ALZ-113號氣體式藥物。威爾用一隻長相兇悍的倭黑猩猩「庫巴」進行實驗，庫巴在實驗期間抽搐而一度打掉富蘭克林的防毒面罩，加上氣體洩漏而差點釀成大錯。威爾將幾瓶藥帶回家決定繼續救治父親，但查爾斯卻不想繼續療程而於隔天早上安詳逝世。受此影響，威爾辭職離開公司後本想靠賄賂方式將凱撒保釋出去，然而凱撒卻自行關上籠子門拒絕回家。為了帶領所有猩猩回歸自由，凱撒趁夜裡時偷溜回威爾家偷走他的兩瓶113號氣體，回去後打開藥瓶釋出氣體灌給所有猩猩。隔天確認好每隻猩猩瞳孔都因藥物產生發亮的作用後，召集所有猩猩決定於當晚就實施逃亡計畫。
富蘭克林因為之前的實驗感染未完善的113號氣體，幾天下來開始感到身體不適，跑到威爾家求助時不慎傳染給漢斯克。隨後，富蘭克林被人發現七竅流血死在自家公寓中。凱撒獨自留在娛樂場故意與道奇對打，甚至抓住他的手臂大喊一聲「不！」，讓道奇當場目瞪口呆。由於道奇試圖拿起電擊棒自保，凱撒撿起一旁的水管噴水使道奇觸電致死後，開籠釋放所有猩猩，集體從管制中心頂層破窗逃出，兵分兩路至基因公司與舊金山動物園中釋放其他被關押的猩猩，還將鐵欄拆下來後做成長矛當武器。經過在舊金山街道大肆破壞後，凱撒帶領族群前往森林公園回歸自然，靠分頭伏擊而擊退在金門大橋另一端埋伏的大量警察。然而，雅各布斯試圖挽回混亂局面，聯合州警搭乘直升機趕到上空對猩猩群用機槍掃射、試圖殺死凱撒，巴克以自己當肉盾縱身跳上直升機，使其失控墜毀卡在橋邊。
巴克因傷勢過重而死，直升機中僅剩雅各布斯倖存，其懇求凱撒救他一命，而凱撒任由庫巴將整架直升機連同雅各布斯一起推入橋河中淹沒。所有猩猩逃入森林中，威爾還是趕至森林中試圖警告凱撒，希望凱撒能和他一起回家作為保護。凱撒擁抱主人威爾，對他說「凱撒已經回家了」，讓威爾理解這是告別，最後決定滿足凱撒的心願，目睹凱撒陪伴著他的族群回歸森林。事情過後，軍方將整件混亂低調處理，身為客機駕駛員的漢斯克正要趕往機場，但一路上因先前被富蘭克林感染而同樣開始身體不適。他駕駛的飛機順勢將病毒傳播至世界各地，從而引發全球大規模瘟疫。

## 人物

### 人類
| 演員                       | 角色                            | 簡介                                               |
| -------------------------- | ------------------------------- | -------------------------------------------------- |
| 詹姆斯·法蘭科 James Franco | 威爾·羅德曼 Will Rodman         | 本片人類主角，基因科學家，112與113號藥物的創始者。 |
| 芙蕾達·蘋托 Freida Pinto   | 卡洛琳·安娜哈 Caroline Aranha   | 本片人類女主角，動物園獸醫，後來成為威爾的妻子。   |
| 約翰·李斯高 John Lithgow   | 查爾斯·羅德曼 Charles Rodman    | 音樂教師，威爾的父親，患有嚴重老年癡呆症。         |
| 大衛·奧伊羅 David Oyelowo  | 史提芬·雅各布斯 Steven Jacobs   | 基因系統公司的總裁，看重威爾的研究。               |
| 布萊恩·考克斯 Brian Cox    | 約翰‧蘭頓 John Landon           | 猩猩管制中心的開辦人，對動物毫無同情心。           |
| 湯姆·費爾頓 Tom Felton     | 道奇·蘭頓 Dodge Landon          | 約翰的兒子，每天以虐待動物為樂。                   |
| 泰勒·萊柏恩 Tyler Labine   | 羅伯特·富蘭克林 Robert Franklin | 威爾的工作夥伴，負責看管公司中的猩猩。             |
| 大衛·惠利特 David Hewlett  | 漢斯克 Hunsiker                 | 威爾的鄰居，一點小事都會發飆。                     |

### 猩猩
| 演員                               | 角色              | 簡介                                                      |
| ---------------------------------- | ----------------- | --------------------------------------------------------- |
| 安迪·瑟克斯 Andy Serkis            | 凱撒 Caesar       | 黑猩猩，在威爾家長大，因為母親遺傳而得到112號氣體的作用。 |
| 卡倫·科諾沃 Karin Konoval          | 莫瑞斯 Maurice    | 紅毛猩猩，會一點人類的語言。                              |
| 泰瑞·諾塔瑞 Terry Notary           | 火箭 Rocket       | 黑猩猩，管制中心的猩猩老大。                              |
| 理查德·瑞丁斯 Richard Ridings      | 巴克 Buck         | 大猩猩，多年被關在管制中心的籠子中。                      |
| 克里斯多佛·戈登 Christopher Gordon | 庫巴 Koba         | 倭黑猩猩，從小就被人類抓去做實驗。                        |
| 迪文·道爾頓 Devyn Dalton           | 克妮莉亞 Cornelia | 母黑猩猩。                                                |

## 评价
媒体综评69分，《时代周刊》、《纽约每日新闻报》馈赠满分；烂番茄新鲜度81%；Yahoo方面影评人B，观众评分A-，好评甚多，例如以下評論：
- “从原创性上来讲，本片是高分优等生；从场景设置的壮丽性来说，本片更是满分状元。”
- “原著小说是一部立足于原子时代，以进化反思科技的旷世寓言；而本片却在导演的操控下变成了一个越狱模式的动物主权宣言式神话。”[5]

## 票房
北美方面，首周末收获5400万美圆名列第一，第二周末收2750万继续蝉联冠军。第三周末收1630万名列第二，累计1.3376亿。
中国大陸方面，首周3天收获6700万人民币名列第一，第二周以8850万元蝉联冠军。
台灣方面，最終全台票房為新台幣1.2億元。

## 续集
《猩球崛起：黎明的進擊》（英語：Dawn of the Planet of the Apes），是一部2014年美國3D科幻驚悚動作片，由馬特·里夫斯執導，安迪·瑟克斯、蓋瑞·歐德曼、傑森·克拉克、寇帝·史密-麥菲及朱迪·格雷爾主演。該片是2011年電影《猩球崛起》的續集，也是2011年開始重新演繹的《人猿星球》系列電影的第二部，美國於2014年7月11日上映。